# Ipomoea dumosa
Ipomoea dumosa är en vindeväxtart som först beskrevs av George Bentham, och fick sitt nu gällande namn av L.O. Wms. Ipomoea dumosa ingår i släktet praktvindor, och familjen vindeväxter. Inga underarter finns listade i Catalogue of Life.